# Virginia Hamilton
Virginia Hamilton (* 12. März 1936 in Yellow Springs, Ohio; † 19. Februar 2002) war eine US-amerikanische Kinderbuchautorin.
Virginia Hamilton wuchs als jüngstes Kind von fünf Geschwistern in Yellow Springs, Ohio auf. Sie studierte am dortigen Antioch College und besuchte danach die Ohio State University, wo sie ihren Abschluss in Literatur machte. 1958 zog sie nach New York. Dort traf sie Arnold Adoff, den sie 1960 heiratete. Aus der Ehe gingen eine Tochter und ein Sohn hervor. 1967 publizierte Hamilton ihr erstes Buch, Zeely.
Ihr Hauptwerk M. C. Higgins, der Große wurde 1974 mit dem National Book Award und 1975 mit der Newbery Medal ausgezeichnet. Es erzählt von dem Schwarzen Mayo Cornelius Higgins, der weiß, dass er aus diesem Land, in das seine Ururgroßmutter Sarah als Sklavin geflohen war, weg muss. Er hofft deshalb auf den Liedersammler Lewis, der die Stimme von M.C.s Mutter aufnehmen will. Denn Banina hat die schönste Stimme weit und breit und kennt noch die alten Lieder der Schwarzen. Doch erst durch das Mädchen Lurhetta, das ihn völlig durcheinanderbringt, wird M.C. schließlich klar, dass Weglaufen keine Lösung ist.
Virginia Hamiltons umfangreiches Werk umfasst Bilderbücher und Sammlungen von Volksmärchen ebenso, wie Genres wie Mystery und Science-Fiction. Ihre Bücher wurden mehrfach mit der Coretta Scott King Award bedacht, dreimal erhielt sie den Boston Globe/Horn Book Award. 1992 wurde ihr der Hans Christian Andersen Award verliehen. 1995 erhielt sie den Laura Ingalls Wilder Award der American Library Association für große Verdienste in der Kinderliteratur.
Virginia Hamilton starb 2002 an Brustkrebs.

## Auszeichnungen
- 1969: Edgar Allan Poe Award für The House of Dies Drear
- 1972: Lewis Carroll Shelf Award für The Planet of Junior Brown
- 1975: National Book Award für M. C. Higgins the Great
- 1975: Newbery Medal für M. C. Higgins the Great
- 1990: Regina Medal
- 1992: Hans Christian Andersen Award
- 1995: Laura Ingalls Wilder Award
- 1995: MacArthur Fellow

## Werke (Auswahl)
- Zeely, 1967
- M. C. Higgins the Great (dt. M. C. Higgins, der Große)
- The House of Dies Drear
- The Planet of Junior Brown (dt. Der Planet des Patrick Brown, 1975, übersetzt von Jeannie Ebner)
- Plain City
- Willie Bea and the Time the Martians Landed
- The People Could Fly
- Justice Cycle